# Monzo
Monzo (llamada oficialmente San Martiño de Monzo) es una parroquia española del municipio de Trazo, en la provincia de La Coruña, Galicia.

## Entidades de población
Entidades de población que forman parte de la parroquia:
- A Castiñeira
- A Pedregueira
- O Barral
- O Castro
- O Lestido
- O Outeiro
- O Samartiño[3] (San Martiño)

## Demografía
| Gráfica de evolución demográfica de Monzo entre 2000 y 2019 |
|                                                             |
| Datos según el nomenclátor publicado por el INE.            |